# Битка при Ладе (201 пр.н.е.)
 Тази статия е за битката между Родос и Македония.  За битката от Йонийското въстание срещу Персия вижте Битка при Ладе (494 пр.н.е.).  
Битката при Ладе (на старогръцки: Ναυμαχία τῆς Λάδης) е битка през 201 г. пр. Хр. между флотите на Родос и Македония.

## Предистория
През 201 г. пр. Хр. македонският цар Филип V отплава с голяма флота към Цикладските острови и ги подчинява без да срещне сериозна съпротива. След като овладява Самос (по това време владение на египетските Птолемеи), обезпокоените граждани на Родос изпращат флота, която да прегради пътя му към йонийския бряг.

## Битката
При остров Ладе, недалеч от Милет, тази флота от 30 кораба се сразява с превъзхождащите я по-численост ескадри на Филип. Целта им е да задържат македоните далеч от Родос и близките малоазийски територии (областите Кария и Перея). При сблъсъка един от родоските кораби е повреден и неговото оттегляне повлича със себе си отстъплението на цялата флота. Две квинквереми не успяват да се измъкнат навреме и са пленени заедно с екипажите си от македоните. Вследствие от тази победа Филип V овладява Милет без бой.

## Последици
Тъй като сведенията от първоизточниците са неясни, последователността на събитията преди и след битката при Ладе е спорна. Според някои изследователи тази битка предхожда голямото сражение при Хиос, а според други тя идва след него. Според поддръжниците на първата версия именно победата на Филип при Ладе кара пергамския цар Атал да се намеси в подкрепа на Родос. Същото правят още ред държавици, засегнати от македонските завоевания в Егейско море и Пропонтида – Кизик, Византион, Кос и Хиос. В битката при Хиос обединената пергамско-родоска флота успява да надвие флота на Филип.